# Народна једнота
Народна једнота (свк. Národná jednotá (Народно јединство)) је био лист словачке мањине у Краљевини Југославији који је излазио у Бачком Петровцу од 1920. до 1941. године.

## Историјат
Први број изашао је 21. фебруара 1920. године. У почетку је издавач било Југословенско издавачко друштво у Бачком Петровцу, а потом Словачка деоничарска штампарија у Бачком Петровцу, основана 1919. године. Директор штампарије био је Андреј Лабат, а након његове смрти 1934. закупац је постала Матица словачка.

### Редакција
Први одговорни уредник новина био је Јан Чајак, који је сам уређивао прва два годишта, а од трећег (бр. 6) са Станиславом Лајтманом. Од 28. априла 1923. (бр. 17) до септембра 1923. (бр. 36) Лајтман их је самостално уређивао, а у септембру 1923. уредништво је преузео Самуел Шишка, који је новине уређивао наредних пет година (осим од јула до октобра 1924. када је уредник био Андреј Врбацки). Од марта 1930. до 1933. уређивали су их Самуел Шишка и Андреј Сирацки, да би потом уредник био Сирацки (Андреј Врбацки је био члан уредништва од новембра 1936. до краја 1937).
Уређивачка политика подразумевала је заступање интереса словачке мањине и залагање за словачка грађанска и народна права. Такође се инсистирало на верности Краљевини СХС (касније Југославији) и династији Карађорђевић.

### Учесталост излажења и претплата
Лист је био недељник и излазио је петком у великом формату, а имао је између 4 и 6 страница. Ново раздобље у животу Народне једноте почело је 1929. године, када је почела излазити три пута недељно захваљујући проширеној редакцији које су чинили Андреј Врбацки, Андреј Сирацки, Михал Лабат и Самуел Шишка, и то суботом на четири, а уторком и четвртком на две странице. Како су све новине након увођења Шестојануарске диктатуре биле приморане да постану аполитичне и нестраначке, изгубила се потреба излажења три пута недељно, па су од 1. јануара 1930. излазиле два пута недељно, по нижој цени. Тако је годишња претплата за Југославију износила 73 динара, а почетком 1931, због повећања броја претплатника, претплата је снижена на 45 динара. Од 1. априла 1932. новине су поновно излазиле једном недељно.
Годишња претплата за иностранство у почетку је износила 50 круна, полугодишња 20 круна, док је појединачни број стајао 1 круну. У истом раздобљу претплата за Чехословачку износила је 40 чешких круна, а за САД 1 долар. Од 1929. године суботње издање на четири листа износило је 1 динар, док су издања уторком и четвртком била штампана на свега две странице те су стајала 50 пара.

### Рубрике
Већина чланака у Народној једноти била је непотписана. На насловној страни је најчешће била политичка колумна, док су остале рубрике чиниле Politické zvesti (Политичке вести), подељене на вести из Z nášho král’ovstva (Из нашег краљевства), Чехословачке, Мађарске и Немачке. Лист је имао привредну рубрику Naŕodné hospodárstvo (Народна привреда), рубрику за читаоце под називом Telegrammy (Телеграми) и Dopisy (Дописи) и рубрику Chýrník (Гласина). Постојала је и рубрика Listáreň (Писмовник) с одговорима и обавештењима уредништва и рубрика Огласи.
Од 1929. концепција новина је промењена, па су биле подељене на рубрике: Vnutorné a cudzozemské udalosti (Домаћи и страни догађаји), Rôzné članky tikajúce sa našho života (Разни чланци везани за мањински живот), Politický a zahraničný prehl’ad (Преглед политичких и вести из иностранства), Chyry (Гласине), Kulturný prehl’ad (Културни преглед), Hospodárstvo (Привреда), Čitatelia nám pišu (Писма читалаца), Spolkové zprávy (Вести из словачких друштава), Ženský svet (Женски свет) као нова рубрика, Pod čiarove: besednice i rôzne zaujimavosti (Испод црте: приче и занимљивости), Grafologia (Графологија), Hadanky – Žarty (Загонетке – шале), Radio, sport (Радио, спорт) и Odkazy redakcie a admin (Одговори редакције и администрације). Током 1929. године повремено се појављивао прилог Naše more (Наше море), a током 1936. бесплатни месечни дечији прилог Milé deti (Драга децо).
Последњи број Народне једноте изашао је 5. априла 1941, дан пред избијање Априлског рата.

## Галерија
- Јан Чајак, први уредник Народне једноте (1920-1922)
- Михал Лабат, главни уредник Народне једноте од 1929. до 1941. године
- Андреј Сирацки, уредник Народне једноте
- Самуел Шишка, уредник Народне једноте до 1933. године